# 维希诺站
維欣諾站（羅馬化：Vykhino）是莫斯科地鐵塔甘卡－紅普列斯尼亞線的一個車站，開通於1966年12月31日。在2013年11月9日以前，維欣諾站是塔甘卡－紅普列斯尼亞線最南端的一個車站。
1986年12月26日，该站发生内务部警察打死醉酒克格勃特工的日丹诺夫地铁案。

## 外部連結
- metro.ru （页面存档备份，存于）
- mymetro.ru
- KartaMetro.info — Station location and exits on Moscow map (English/Russian)